# كلايف براون
كلايف براون (بالإنجليزية: Clive Brown)‏ هو سياسي أسترالي، ولد في 31 ديسمبر 1946. حزبياً، نشط في حزب العمال الأسترالي. وقد انتخب عضو الجمعية التشريعية لأستراليا الغربية.